# لاینکالانگپارا
لاینکالانگپارا (به لاتین: Lainkalangpara) یک منطقهٔ مسکونی در بنگلادش است که در ناحیه بندربان واقع شده‌است.